# A Videoton FC 2013–2014-es szezonja
Ez a szócikk a Videoton FC 2013–2014-es szezonjáról szól, mely sorozatban a 14., összességében pedig a 45. idénye a csapatnak a magyar első osztályban. A klub fennállásának ekkor volt a 72. évfordulója. A szezon 2013 júliusában kezdődött, és 2014 májusában ér majd véget. A csapat a hazai kiírások mellett az Európa-ligában is szerepelt.

## Játékoskeret
A félkövérrel jelölt játékosok szerepeltek hazájuk felnőtt válogatottjában.
| No. |     | Poszt | Játékos             |
| --- | --- | ----- | ------------------- |
| 1   | ESP | K     | Juan Calatayud      |
| 2   | ESP | V     | Álvaro Brachi       |
| 3   | BRA | V     | Paulo Vinícius      |
| 4   | POR | V     | Marco Caneira       |
| 5   | POR | KP    | Vítor Gomes         |
| 6   | BRA | KP    | Nildo Petrolina     |
| 7   | BRA | CS    | Paraiba             |
| 8   | HUN | KP    | Kleinheisler László |
| 9   | POR | CS    | Lupeta              |
| 11  | HUN | KP    | Sándor György       |
| 12  | SVK | K     | Tomáš Tujvel        |
| 13  | SRB | K     | Filip Pajović       |
| 14  | HUN | CS    | Torghelle Sándor    |
| 16  | POR | KP    | Filipe Oliveira     |
| 17  | HUN | CS    | Nikolics Nemanja    |
| 19  | HUN | KP    | Hudák Martin        |

| No. |               | Poszt | Játékos            |
| --- | ------------- | ----- | ------------------ |
| 20  | HUN           | KP    | Zsótér Donát       |
| 21  | HUN           | V     | Szekeres Adrián    |
| 22  | CPV           | V     | Stopira            |
| 23  | SLV           | CS    | Arturo Álvarez     |
| 24  | Bissau-Guinea | V     | Mamadu             |
| 26  | HUN           | KP    | Tóth Balázs        |
| 29  | CPV           | CS    | Zé Luis            |
| 30  | HUN           | V     | Szolnoki Roland    |
| 32  | HUN           | V     | Juhász Roland      |
| 70  | HUN           | KP    | Kovács István      |
| 77  | HUN           | KP    | Gyurcsó Ádám       |
| 88  | HUN           | KP    | Haraszti Zsolt     |
| 66  | HUN           | V     | Gyepes Gábor       |
| 40  | NGA           | KP    | Chukwuchebem Enete |

### Szakmai stáb
| Vezetőedző        | Pályaedző           | Kapusedző                 | Technikai vezető       | Masszőr                       |
| José Manuel Gomes | Joan Carrillo Milan | Francisco Jose Ruiz Rojas | Torreno Jarabo Ignacio | Debreczeni Tibor Gáspár Péter |

## Statisztikák
Utolsó elszámolt mérkőzés dátuma: 2014. június 1.

### Kiírások
| Kiírás        | Statisztikák | Statisztikák | Statisztikák | Statisztikák | Statisztikák | Statisztikák | Kezdő forduló   | Végső forduló/ helyezés | Mérkőzések dátumai | Mérkőzések dátumai |
| Kiírás        | M            | GY           | D            | V            | LG–KG        | GK           | Kezdő forduló   | Végső forduló/ helyezés | Első               | Utolsó             |
| ------------- | ------------ | ------------ | ------------ | ------------ | ------------ | ------------ | --------------- | ----------------------- | ------------------ | ------------------ |
| OTP Bank Liga | 30           | 15           | 8            | 7            | 52–31        | +21          | -               | 4.                      | 2013. 07. 28.      | 2014. 06. 01.      |
| Magyar kupa   | 3            | 1            | 1            | 1            | 1–1          | 0            | 4. forduló      | Nyolcaddöntő            | 2013. 10. 30.      | 2013. 12. 04.      |
| Ligakupa      | 13           | 7            | 3            | 3            | 30–14        | +16          | Csoportkör      | Döntő (2. hely)         | 2013. 09. 04.      | 2014. 05. 13.      |
| Európa-liga   | 2            | 1            | 0            | 1            | 2–2          | 0            | 1. selejtezőkör | 1. selejtezőkör         | 2013. 07. 04.      | 2013. 07. 11.      |

## OTP Bank Liga

### Mérkőzések
| 1. forduló 2013. július 28. 16:30 |

| Videoton                                               | 2 – 0               | Haladás                                           |
| ------------------------------------------------------ | ------------------- | ------------------------------------------------- |
| Kleinheisler 25' Nikolics 46' Caneira 15' Vinícius 34' | (2 – 0) Jegyzőkönyv | Nagy 13' Guzmics 57' Ugrai 47′, 89′ Devecseri 70' |

| Sóstói Stadion, Székesfehérvár Nézőszám: 3 000 Játékvezető: Andó-Szabó Sándor (magyar) |

| 2. forduló 2013. augusztus 4. 16:30 |

| Ferencváros                                | 0 – 2               | Videoton                                           |
| ------------------------------------------ | ------------------- | -------------------------------------------------- |
| Jovanović 28' Valpoort 48' Alempijević 74′ | (0 – 1) Jegyzőkönyv | Nikolics 7' 76' (11-esből) Juhász 35' Sándor 90+2' |

| Puskás Ferenc Stadion, Budapest Nézőszám: 12 400 Játékvezető: Kassai Viktor (magyar) |

| 3. forduló 2013. augusztus 11. 18:30 |

| Videoton                                                               | 5 – 1               | Pécsi MFC                                    |
| ---------------------------------------------------------------------- | ------------------- | -------------------------------------------- |
| Nikolics N. 26' (11-esből) 44' Vinícius 35' 29' Sándor 70' Álvarez 77' | (3 – 1) Jegyzőkönyv | Frőhlich 24' Városi 18' Uzoma 26′ Grumić 29′ |

| Sóstói Stadion, Székesfehérvár Nézőszám: 3 320 Játékvezető: Bognár Tamás (magyar) |

| 4. forduló 2013. augusztus 18. 18:30 |

| Videoton                                                                                | 4 – 1               | Paksi FC                                                       |
| --------------------------------------------------------------------------------------- | ------------------- | -------------------------------------------------------------- |
| Nikolics N. 3' 8' (11-esből) Juhász 65' Gyurcsó 83' Szolnoki 25' Sándor 55' Caneira 63' | (2 – 0) Jegyzőkönyv | Könyves 90' Éger 7′ Bori 21' Fiola 55' Szabó 61' Windecker 83' |

| Sóstói Stadion, Székesfehérvár Nézőszám: 3 000 Játékvezető: Solymosi Péter (magyar) |

| 5. forduló 2013. augusztus 25. 20:30 |

| Győri ETO                                                               | 1 – 1               | Videoton                |
| ----------------------------------------------------------------------- | ------------------- | ----------------------- |
| Pátkai 18' 11' Andrić 48' Mevoungou 60' Kamber 67' Wolfe 75' Lipták 89' | (1 – 1) Jegyzőkönyv | Juhász 35' Vinícius 39' |

| ETO Park, Győr Nézőszám: 4 000 Játékvezető: Kassai Viktor (magyar) |

| 6. forduló 2013. szeptember 1. 20:30 |

| Videoton                                                                      | 2 – 0               | MTK Budapest             |
| ----------------------------------------------------------------------------- | ------------------- | ------------------------ |
| Kálnoki-Kis 39' (öngól) Nikolics N. 42' Vinícius 37' Szolnoki 42' Caneira 57' | (2 – 0) Jegyzőkönyv | Nagy 27' Kálnoki-Kis 62' |

| Sóstói Stadion, Székesfehérvár Nézőszám: 2 500 Játékvezető: Bognár Tamás (magyar) |

| 7. forduló 2013. szeptember 15. 16:30 |

| Debreceni VSC                                                     | 2 – 1               | Videoton                                                                                     |
| ----------------------------------------------------------------- | ------------------- | -------------------------------------------------------------------------------------------- |
| Sidibe 60' Volaš 78' Lázár 18' Vadnai 44' Brković 78' Szakály 90' | (0 – 0) Jegyzőkönyv | Gyurcsó 51' Caneira 56' Tóth 66' Nikolics N. 79' Paraiba 90' Vítor Gomes 90+3' Álvarez 90+3' |

| Oláh Gábor utca, Debrecen Nézőszám: 7 500 Játékvezető: Vad II. István (magyar) |

| 8. forduló 2013. szeptember 21. 20:00 |

| Videoton    | 1 – 0               | Kecskeméti TE                       |
| ----------- | ------------------- | ----------------------------------- |
| Zé Luis 79' | (0 – 0) Jegyzőkönyv | Bulajić 11' Barry 13' Mogyorósi 77' |

| Sóstói Stadion, Székesfehérvár Nézőszám: 3 000 Játékvezető: Solymosi Péter (magyar) |

| 9. forduló 2013. szeptember 28. 14:00 |

| Lombard Pápa                             | 1 – 2               | Videoton                                  |
| ---------------------------------------- | ------------------- | ----------------------------------------- |
| Griffiths 10' 69' Tóth G. 46' Sekour 78' | (1 – 2) Jegyzőkönyv | Nikolics N. 2' 6' Stopira 9' Szolnoki 70' |

| Perutz Stadion, Pápa Nézőszám: 1 500 Játékvezető: Farkas Ádám (magyar) |

| 10. forduló 2013. október 6. 18:30 |

| Videoton                                             | 3 – 0               | Újpest                 |
| ---------------------------------------------------- | ------------------- | ---------------------- |
| Zé Luis 48' 66' Kleinheisler 53' Nildo Petrolina 24' | (0 – 0) Jegyzőkönyv | Ngawa 51′ Sanković 72' |

| Sóstói Stadion, Székesfehérvár Nézőszám: 3 420 Játékvezető: Kassai Viktor (magyar) |

| 11. forduló 2013. október 19. 14:00 |

| Videoton                                      | 3 – 0               | Puskás Akadémia      |
| --------------------------------------------- | ------------------- | -------------------- |
| Zé Luis 66' Nildo Petrolina 75' Álvarez 90+1' | (0 – 0) Jegyzőkönyv | Tamás 46' Molnár 61' |

| Sóstói Stadion, Székesfehérvár Nézőszám: 3 020 Játékvezető: Solymosi Péter (magyar) |

| 12. forduló 2013. október 27. 16.30 |

| Videoton                                          | 1 – 2               | Budapest Honvéd                          |
| ------------------------------------------------- | ------------------- | ---------------------------------------- |
| Nikolics 21' Vinícius 33' Sándor 62' Szolnoki 78' | (1 – 1) Jegyzőkönyv | Nagy G. 27' Perea 92' Godoy 48' Daud 92' |

| Sóstói Stadion, Székesfehérvár Nézőszám: 3 000 Játékvezető: Bognár Tamás (magyar) |

| 13. forduló 2013. november 2. 16:00 |

| Kaposvári Rákóczi                      | 1 – 0               | Videoton                                               |
| -------------------------------------- | ------------------- | ------------------------------------------------------ |
| Waltner 69' (11-esből) 84' Posza 90+2' | (0 – 0) Jegyzőkönyv | Nikolics N. 63' Szolnoki 68' Caneira 83' Stopira 90+1' |

| Rákóczi Stadion, Kaposvár Nézőszám: 1 300 Játékvezető: Németh Ádám (magyar) |

| 14. forduló 2013. november 8. 19:00 |

| Videoton                      | 1 – 0               | Mezőkövesd–Zsóry |
| ----------------------------- | ------------------- | ---------------- |
| Kleinheisler 87' Vinícius 89' | (0 – 0) Jegyzőkönyv | Fótyik 70'       |

| Sóstói Stadion, Székesfehérvár Nézőszám: 2 300 Játékvezető: Erdős József (magyar) |

| 15. forduló 2013. november 24. 16:30 |

| Diósgyőr                                            | 2 – 2               | Videoton                              |
| --------------------------------------------------- | ------------------- | ------------------------------------- |
| Bacsa 5' Gohér 73' Eperjesi 33' Barczi 38' Elek 68' | (1 – 2) Jegyzőkönyv | Kleinheisler 1' Kovács 29' Juhász 77' |

| DVTK-stadion, Miskolc Nézőszám: 6 000 Játékvezető: Vad II. István (magyar) |

| 16. forduló 2013. december 1. 18:30 |

| Haladás                                                            | 1 – 1                         | Videoton                     |
| ------------------------------------------------------------------ | ----------------------------- | ---------------------------- |
| Ugrai 61' Nagy 41' Rajos 39′ Bošnjak 43' Simon 54' Iszlai 47′, 79′ | (0 – 1) Jegyzőkönyv Részletek | Nikolics N. 40' Vinícius 83' |

| Rohonci út, Szombathely Nézőszám: 2 200 Játékvezető: Kassai Viktor (magyar) |

| 17. forduló 2013. december 8. 16:30 |

| Videoton                                          | 2 - 3               | Ferencváros                                             |
| ------------------------------------------------- | ------------------- | ------------------------------------------------------- |
| Gomes 26' Vinícius 76' 93' Juhász 73' Zé Luis 73' | (1 – 1) Jegyzőkönyv | Busai 13' 73' Böde 59' Jenner 63' Csukics 27' Besic 49' |

| Sóstói Stadion, Székesfehérvár Nézőszám: 4 390 Játékvezető: Andó-Szabó Sándor (magyar) |

| 18. forduló 2014. március 1. 18:00 |

| Pécsi MFC                                               | 1 – 1               | Videoton              |
| ------------------------------------------------------- | ------------------- | --------------------- |
| Kővári 60' Koller 27' Horváth 39' Szatmári 48' Nagy 72' | (0 – 1) Jegyzőkönyv | Gyurcsó 23' Gomes 52' |

| PMFC Stadion, Pécs Nézőszám: 2 000 Játékvezető: Andó-Szabó Sándor (magyar) |

| 19. forduló 2014. március 9. 18:30 |

| Paksi FC                                                              | 2 – 2                         | Videoton                                                         |
| --------------------------------------------------------------------- | ----------------------------- | ---------------------------------------------------------------- |
| Heffler T. 35' Caneira 49' (öngól) Bartha 62' Horváth 74' Lázok 90+2' | (1 – 1) Jegyzőkönyv Részletek | Haraszti 22' 58' Nikolics 78' Vinícius 8' Caneira 34' Mamadu 73' |

| Fehérvári út, Paks Nézőszám: 1500 Játékvezető: Fábián Mihály (magyar) |

| 20. forduló 2014. március 16. 18:30 |

| Videoton                                         | 0 – 1                         | Győri ETO                                                 |
| ------------------------------------------------ | ----------------------------- | --------------------------------------------------------- |
| Caneira 45' Juhász 45' Vinícius 45′ Oliveira 90' | (0 – 0) Jegyzőkönyv Részletek | Martínez 67' Lang 34' Kamber 42' Pátkai 89' Mevoungou 90' |

| Sóstói Stadion, Székesfehérvár Nézőszám: 3050 Játékvezető: Vad II. István (magyar) |

| 21. forduló 2014. március 22. 16:00 |

| MTK Budapest                                  | 1 – 2               | Videoton                                     |
| --------------------------------------------- | ------------------- | -------------------------------------------- |
| Torghelle 83' (11-esből) Horváth 52' Poór 73' | (0 – 0) Jegyzőkönyv | Álvarez 71' Nildo 74' Kovács 77' Zé Luis 83' |

| Hidegkuti Nándor Stadion, Budapest Nézőszám: 1 500 Játékvezető: Kassai Viktor (magyar) |

| 22. forduló 2014. március 30. 16:30 |

| Videoton                     | 1 – 2               | Debreceni VSC                                                                                    |
| ---------------------------- | ------------------- | ------------------------------------------------------------------------------------------------ |
| Nikolics N. 15' Szolnoki 22' | (1 – 2) Jegyzőkönyv | Caneira 25' (öngól) Máté 36' Morozov 5' Vadnai 13' Lázár 32' Zsidai 40' Szakály 90+1' Máté 90+3' |

| Sóstói Stadion, Székesfehérvár Nézőszám: 5 232 Játékvezető: Iványi Zoltán (magyar) |

| 23. forduló 2014. április 5. 18:00 |

| Kecskeméti TE                                               | 3 – 1               | Videoton                                               |
| ----------------------------------------------------------- | ------------------- | ------------------------------------------------------ |
| Eninful 43' Bebeto 63' Szécsi M. 89' Eninful 74' Bebeto 74' | (1 – 0) Jegyzőkönyv | Nikolics N. 65' Juhász 80' Stopira 90+1' Caneira 90+2' |

| Széktói Stadion, Kecskemét Nézőszám: 1 800 Játékvezető: Andó-Szabó Sándor (magyar) |

| 24. forduló 2014. április 12. 16:00 |

| Videoton                                                      | 2 - 2               | Lombard Pápa                                                      |
| ------------------------------------------------------------- | ------------------- | ----------------------------------------------------------------- |
| Zé Luis 53' 85' Álvarez 62' Paraiba 90+2' Oliveira 42′, 90+4′ | (0 - 1) Jegyzőkönyv | Arsić 10' Marić 58' Kulcsár K. 56' Tajthy T. 80' Présinger Á. 85' |

| Sóstói Stadion, Székesfehérvár Nézőszám: 1 800 Játékvezető: Németh Ádám (magyar) |

| 25. forduló 2014. április 19. 18:00 |

| Újpest                | 1 - 2               | Videoton                                                     |
| --------------------- | ------------------- | ------------------------------------------------------------ |
| Kabát 81' Nagy J. 69' | (0 - 0) Jegyzőkönyv | Zé Luis 58' 60' Mamadu 61' Brachi 62' Álvarez 71' Sándor 90' |

| Szusza Ferenc Stadion, Budapest Nézőszám: 2 194 Játékvezető: Erdős József (magyar) |

| 26. forduló 2014. április 26. 14:00 |

| Puskás Akadémia        | 1 - 3               | Videoton                                 |
| ---------------------- | ------------------- | ---------------------------------------- |
| Tischler 62' Tamás 52' | (0 - 1) Jegyzőkönyv | Nikolics N. 19' Zé Luis 74' Oliveira 78' |

| Pancho Aréna, Felcsút Nézőszám: 3 633 Játékvezető: Kassai Viktor (magyar) |

| 27. forduló 2014. május 3. 14:00 |

| Budapest Honvéd                                   | 0 - 1               | Videoton                                                                 |
| ------------------------------------------------- | ------------------- | ------------------------------------------------------------------------ |
| Baráth Botond 54' Hidi Patrik 75' Ivan Lovrić 87' | (0 - 1) Jegyzőkönyv | Stopira 43' Sándor 30' Oliveira 55' Nildo 80' Calatayud 90' Lupeta 90+2' |

| Bozsik József Stadion, Budapest Nézőszám: 1 500 Játékvezető: Solymosi Péter (magyar) |

| 28. forduló 2014. május 10. |

| Videoton                                           | 2 - 0               | Kaposvári Rákóczi                                                  |
| -------------------------------------------------- | ------------------- | ------------------------------------------------------------------ |
| Zé Luis 51' Nikolics N. 74' Caneira 77' Juhász 90' | (0 - 0) Jegyzőkönyv | Kink 42' Lebbihi 60' Okuka 66' Mulemo 82' Mbemba 85′ I. Diallo 90' |

| Sóstói Stadion, Székesfehérvár Nézőszám: 2 300 Játékvezető: Farkas Ádám (magyar) |

| 29. forduló 2014. május 18. 18:30 |

| Mezőkövesd–Zsóry                                         | 1 - 1               | Videoton                            |
| -------------------------------------------------------- | ------------------- | ----------------------------------- |
| Melczer 47' Hegedűs D. 86' Takács P. 90+4' Velicky 90+4' | (0 - 0) Jegyzőkönyv | Haraszti 90' Caneira 44' Sándor 66' |

| Városi stadion (Mezőkövesd), Mezőkövesd Nézőszám: 2 400 Játékvezető: Iványi Zoltán (magyar) |

| 30. forduló 2014. június 1. 16:30 |

| Videoton                     | 1 - 1               | Diósgyőr       |
| ---------------------------- | ------------------- | -------------- |
| Nikolics N. 76' Vinícius 60' | (0 - 0) Jegyzőkönyv | Futács 68' 68' |

| Sóstói Stadion, Székesfehérvár Nézőszám: 2 500 Játékvezető: Bognár Tamás (magyar) |

### A bajnokság végeredménye
| #   | Csapat                 | M  | GY | D  | V  | G+ – G– | GK  | P  | Megjegyzések                                   |
| --- | ---------------------- | -- | -- | -- | -- | ------- | --- | -- | ---------------------------------------------- |
| 1.  | DVSC–TEVA (B)          | 30 | 18 | 8  | 4  | 66–33   | +33 | 62 | 2014–2015-ös Bajnokok Ligája – 2. selejtezőkör |
| 2.  | Győri ETO FC CV (I)    | 30 | 18 | 8  | 4  | 58–32   | +26 | 62 | 2014–2015-ös Európa-liga – 2. selejtezőkör     |
| 3.  | Ferencvárosi TC (I)    | 30 | 17 | 6  | 7  | 47–33   | +14 | 57 | 2014–2015-ös Európa-liga – 1. selejtezőkör     |
| 4.  | Videoton FC            | 30 | 15 | 8  | 7  | 52–31   | +21 | 53 |                                                |
| 5.  | Diósgyőri VTK (I)      | 30 | 12 | 11 | 7  | 45–38   | +7  | 47 | 2014–2015-ös Európa-liga – 1. selejtezőkör     |
| 6.  | Szombathelyi Haladás   | 30 | 12 | 10 | 8  | 37–31   | +6  | 46 |                                                |
| 7.  | Pécsi MFC–Matias       | 30 | 12 | 9  | 9  | 41–38   | +3  | 45 |                                                |
| 8.  | MTK Budapest FC        | 30 | 11 | 7  | 12 | 42–36   | +6  | 40 |                                                |
| 9.  | Budapest Honvéd FC     | 30 | 10 | 6  | 14 | 37–39   | −2  | 36 |                                                |
| 10. | Kecskeméti TE          | 30 | 9  | 9  | 12 | 36–51   | −15 | 36 |                                                |
| 11. | MVM–Paks               | 30 | 8  | 10 | 12 | 39–42   | −3  | 34 |                                                |
| 12. | Lombard Pápa Termál FC | 30 | 9  | 6  | 15 | 32–50   | −18 | 33 |                                                |
| 13. | Újpest FC (KGY)        | 30 | 8  | 8  | 14 | 46–51   | −5  | 32 |                                                |
| 14. | Puskás Akadémia FC Ú   | 30 | 8  | 7  | 15 | 36–51   | −15 | 31 |                                                |
| 15. | Mezőkövesd-Zsóry FC Ú  | 30 | 6  | 6  | 18 | 27–52   | −25 | 24 | NB II                                          |
| 16. | Kaposvári Rákóczi FC   | 30 | 4  | 7  | 19 | 21–54   | −33 | 19 | NB II                                          |

Utolsó frissítés: 2014. június 1. 
Forrás: MLSZ adatbank 
A rangsorolás alapszabályai: 1. összpontszám, 2. győzelmek száma, 3. gólkülönbség, 4. szerzett gólok száma, 5. egymás elleni eredmények összpontszáma,  6. egymás elleni eredmények gólkülönbsége, 7. egymás elleni eredmények szerzett góljainak száma, 8. egymás elleni eredmények idegenben szerzett góljainak száma.
(B): Bajnokcsapat, (K): Kieső csapat, (F): Feljutó csapat, (I): Kupainduló, (R): A rájátszás győztese, (KGY): Kupagyőztes

### Eredmények összesítése
Az alábbi táblázatban összesítve szerepelnek a Videoton FC 2013/14-es bajnokságban elért eredményei.
| Ősz/tavasz (forduló)    | Otthon | Otthon | Otthon | Otthon | Otthon | Otthon | Otthon | Idegenben | Idegenben | Idegenben | Idegenben | Idegenben | Idegenben | Idegenben |
| Ősz/tavasz (forduló)    | M      | GY     | D      | V      | LG–KG  | GK     | P      | M         | GY        | D         | V         | LG–KG     | GK        | P         |
| ----------------------- | ------ | ------ | ------ | ------ | ------ | ------ | ------ | --------- | --------- | --------- | --------- | --------- | --------- | --------- |
| Őszi szezon (1–17.)     | 10     | 8      | 0      | 2      | 24–7   | +17    | 24     | 7         | 2         | 3         | 2         | 9–8       | +1        | 9         |
| Tavaszi szezon (18–30.) | 5      | 1      | 2      | 2      | 6–6    | 0      | 5      | 8         | 4         | 3         | 1         | 13–10     | +3        | 15        |
| Összesen (1–30.)        | 15     | 9      | 2      | 4      | 30–13  | +17    | 29     | 15        | 6         | 6         | 3         | 22–18     | +4        | 24        |

### Helyezések fordulónként
| Forduló  | 1  | 2  | 3  | 4  | 5 | 6  | 7 | 8  | 9  | 10 | 11 | 12 | 13 | 14 | 15 | 16 | 17 | 18 | 19 | 20 | 21 | 22 | 23 | 24 | 25 | 26 | 27 | 28 | 29 | 30 |
| -------- | -- | -- | -- | -- | - | -- | - | -- | -- | -- | -- | -- | -- | -- | -- | -- | -- | -- | -- | -- | -- | -- | -- | -- | -- | -- | -- | -- | -- | -- |
| Helyszín | O  | I  | O  | O  | I | O  | I | O  | I  | O  | O  | O  | I  | O  | I  | I  | O  | I  | I  | O  | I  | O  | I  | O  | I  | I  | I  | O  | I  | O  |
| Eredmény | GY | GY | GY | GY | D | GY | V | GY | GY | GY | GY | V  | V  | GY | D  | D  | V  | D  | D  | V  | GY | V  | V  | D  | GY | GY | GY | GY | D  | D  |
| Helyezés | 4  | 2  | 2  | 1  | 2 | 1  | 2 | 1  | 1  | 1  | 1  | 1  | 1  | 1  | 2  | 2  | 2  | 2  | 2  | 2  | 2  | 3  | 3  | 4  | 3  | 3  | 3  | 3  | 4  | 4  |

Helyszín: O = Otthon; I = Idegenben. Eredmény: GY = Győzelem; D = Döntetlen; V = Vereség.

### Játékos-statisztika
Az alábbi táblázatban összesítve szerepelnek a Videoton FC játékosainak 2013/14-es bajnokság mérkőzésein szereplése, gólszerzése, kapott büntetések és cserepadon ülések darabszáma
Key
| Szám = Száma Poszt = Posztja Nemz. = Nemzetisége M. = pályára lépett = sárga lap = 2. sárga és piros lap = piros lap P = cserepadon ült (nem lépett pályára) | K = Kapus V = Hátvéd KP = Középpályás CS = Csatár |

| Száma | Poszt. | Nemz. | Név                 | szül. dátum          | OTP Bank Liga | OTP Bank Liga | OTP Bank Liga | OTP Bank Liga                        | OTP Bank Liga | OTP Bank Liga |  |
| Száma | Poszt. | Nemz. | Név                 | szül. dátum          | M.            | Gól           | Sárga lap     | sárga lap · 2. sárga lap · kiállítva | kiállítva     | P             |  |
| ----- | ------ | ----- | ------------------- | -------------------- | ------------- | ------------- | ------------- | ------------------------------------ | ------------- | ------------- |  |
| 1     | K      | ESP   | Juan Calatayud      | 1979. december 21.   | 30            | -             | 1             | -                                    | 1             | -             |  |
| 2     | V      | ESP   | Álvaro Brachi       | 1986. január 6.      | 9             | -             | 1             | -                                    | -             | 5             |  |
| 3     | V      | BRA   | Paulo Vinícius      | 1990. február 21.    | 25            | 2             | 10            | -                                    | 1             | 3             |  |
| 4     | V      | POR   | Marco Caneira       | 1979. február 9.     | 23            | -             | 10            | -                                    | -             | 1             |  |
| 5     | KP     | POR   | Vítor Gomes         | 1987. december 25.   | 23            | 1             | 2             | -                                    | -             | 6             |  |
| 6     | KP     | BRA   | Nildo Petrolina     | 1986. május 1.       | 21            | 2             | 2             | -                                    | -             | 1             |  |
| 7     | CS     | BRA   | Paraiba             | 1992. január 12.     | 8             | -             | 2             | -                                    | -             | 3             |  |
| 8     | KP     | HUN   | Kleinheisler László | 1994. április 8.     | 19            | 4             | -             | -                                    | -             | -             |  |
| 9     | CS     | POR   | Lupeta              | 1993. március 24.    | 2             | -             | 1             | -                                    | -             | 6             |  |
| 11    | KP     | HUN   | Sándor György       | 1984. március 20.    | 27            | 1             | 6             | -                                    | -             | -             |  |
| 12    | K      | SVK   | Tomáš Tujvel        | 1983. szeptember 19. | -             | -             | -             | -                                    | -             | 28            |  |
| 13    | K      | SRB   | Filip Pajović       | 1993. július 30.     | -             | -             | -             | -                                    | -             | 2             |  |
| 14    | CS     | HUN   | Torghelle Sándor    | 1982. május 5.       | 5             | -             | -             | -                                    | -             | 4             |  |
| 16    | KP     | POR   | Filipe Oliveira     | 1984. május 27.      | 16            | 1             | 2             | 1                                    | -             | 3             |  |
| 17    | CS     | HUN   | Nikolics Nemanja    | 1987. december 31.   | 28            | 18            | 2             | -                                    | -             | -             |  |
| 18    | KP     | HUN   | Papp Máté           | 1993. március 12.    | -             | -             | -             | -                                    | -             | 1             |  |
| 19    | KP     | HUN   | Hudák Martin        | 1994. február 22.    | -             | -             | -             | -                                    | -             | 1             |  |
| 20    | KP     | HUN   | Zsótér Donát        | 1996. január 6.      | -             | -             | -             | -                                    | -             | 1             |  |
| 22    | V      | CPV   | Stopira             | 1988. május 20.      | 29            | 1             | 3             | -                                    | -             | -             |  |
| 23    | CS     | SLV   | Arturo Álvarez      | 1985. június 28.     | 22            | 4             | 2             | -                                    | -             | 4             |  |
| 24    | V      | GNB   | Mamadu              | 1990. augusztus 29.  | 3             | -             | 2             | -                                    | -             | 19            |  |
| 26    | KP     | HUN   | Tóth Balázs         | 1981. szeptember 24. | 4             | -             | 1             | -                                    | -             | 11            |  |
| 29    | CS     | CPV   | Zé Luis             | 1991. január 24.     | 26            | 9             | 3             | -                                    | -             | -             |  |
| 30    | V      | HUN   | Szolnoki Roland     | 1992. január 21.     | 21            | -             | 6             | -                                    | -             | 6             |  |
| 32    | V      | HUN   | Juhász Roland       | 1983. július 1.      | 19            | 2             | 6             | -                                    | -             | -             |  |
| 34    | V      | HUN   | Tar Zsolt           | 1993. február 13.    | 3             | -             | -             | -                                    | -             | 3             |  |
| 66    | V      | HUN   | Gyepes Gábor        | 1981. június 26.     | 2             | -             | -             | -                                    | -             | 4             |  |
| 70    | KP     | HUN   | Kovács István       | 1992. március 27.    | 23            | 1             | 1             | -                                    | -             | 3             |  |
| 77    | KP     | HUN   | Gyurcsó Ádám        | 1991. március 6.     | 19            | 3             | -             | -                                    | -             | 6             |  |
| 88    | KP     | HUN   | Haraszti Zsolt      | 1991. november 4.    | 11            | 2             | 1             | -                                    | -             |               |  |
| 91    | V      | BRA   | Thiago Ryan         | 1991. május 9.       | -             | -             | -             | -                                    | -             | 1             |  |

A góllövések közé tartozik Marco Caneira és Kálnoki-Kis Dávid öngólja. Marco Caneira a 19. fordulóban a Paksi FC ellen helyezett saját kapujába, míg Kálnoki-Kis Dávid a 6. fordulóban az MTK Budapest játékosaként segített a Videoton FC eredményességén.

## Magyar kupa
4. forduló
| 2013. október 30. 18:00 |

| Békéscsaba 1912 Előre                            | 0 – 1               | Videoton                                                              |
| ------------------------------------------------ | ------------------- | --------------------------------------------------------------------- |
| Leucuţă 10' Radványi 38' Tölgyesi 52' Juhász 74' | (0 – 0) Jegyzőkönyv | Zé Luis 11' Kovács 8' Szolnoki 10' Gyurcsó 12' Caneira 32' Tóth 90+2' |

| Kórház utcai stadion, Békéscsaba Nézőszám: 2 500 Játékvezető: Szőts Gergely (magyar) |

Nyolcaddöntő
| 2013. november 27. 17:00 |

| Videoton                             | 0 – 0               | Diósgyőr                                       |
| ------------------------------------ | ------------------- | ---------------------------------------------- |
| Gyepes 35' Vinícius 47' Oliveira 71' | (0 – 0) Jegyzőkönyv | Takács 53' Eperjesi 64' Vadász 76' Nikházi 81' |

| Sóstói Stadion, Székesfehérvár Nézőszám: 1 100 Játékvezető: Farkas Ádám (magyar) |

| 2013. december 4. 18:00 |

| Diósgyőr                             | 1 – 0               | Videoton    |
| ------------------------------------ | ------------------- | ----------- |
| Futács 16' 49' Vági 54' Kostić 90+3' | (1 – 0) Jegyzőkönyv | Caneira 42' |

| DVTK-stadion, Miskolc Nézőszám: 2 200 Játékvezető: Solymosi Péter (magyar) |

## Ligakupa

### Csoportkör (E csoport)
| 1. forduló 2013. szeptember 4. 18:00 |

| Videoton                      | 3 – 0               | Dunaújváros PASE |
| ----------------------------- | ------------------- | ---------------- |
| Lupeta 1' Paraiba 33' Tar 79' | (2 – 0) Jegyzőkönyv | Burucz 29'       |

| Sóstói Stadion, Székesfehérvár Nézőszám: 1 200 Játékvezető: Böcskei Balázs (magyar) |

| 2. forduló 2013. szeptember 10. 16:30 |

| Paksi FC                                                             | 3 – 3               | Videoton                                                       |
| -------------------------------------------------------------------- | ------------------- | -------------------------------------------------------------- |
| Heffler T. 10' Délczeg 20' Kiss 44' Kecskés 17' Könyves 66' Nagy 88' | (3 – 0) Jegyzőkönyv | Zé Luis 46' Szolnoki 68' 67' Gyurcsó 90+1' Gyepes 10' Tóth 71' |

| Fehérvári út, Paks Nézőszám: 400 Játékvezető: Karakó Ferenc (magyar) |

| 3. forduló 2013. október 9. 18:00 |

| Videoton               | 1 – 2               | Kozármisleny SE                    |
| ---------------------- | ------------------- | ---------------------------------- |
| Zé Luis 81' Gyepes 23′ | (0 – 2) Jegyzőkönyv | Cziráki 24' Tóth 44' Bozsovics 88′ |

| Sóstói Stadion, Székesfehérvár Nézőszám: 1 000 Játékvezető: Szilasi Szabolcs (magyar) |

| 4. forduló 2013. október 16. 14:30 |

| Kozármisleny SE               | 0 – 4               | Videoton                                 |
| ----------------------------- | ------------------- | ---------------------------------------- |
| Fenyvesi 6′ Banai 71' Tar 82' | (0 – 3) Jegyzőkönyv | Torghelle 7' Álvarez 32' 72' Gyurcsó 45' |

| Kozármisleny Nézőszám: 100 Játékvezető: Berger József (magyar) |

| 5. forduló 2013. november 13. 17:00 |

| Videoton                         | 1 – 4               | Paksi FC                                             |
| -------------------------------- | ------------------- | ---------------------------------------------------- |
| Zé Luis 67' Caneira 54' Tóth 61′ | (0 – 2) Jegyzőkönyv | Könyves 12' Délczeg 15' 52' 29' Bartha 49' Szabó 42' |

| Sóstói Stadion, Székesfehérvár Nézőszám: 500 Játékvezető: Radványi Ádám (magyar) |

| 6. forduló 2013. november 20. 13:00 |

| Dunaújváros PASE | 0 – 3               | Videoton                                   |
| ---------------- | ------------------- | ------------------------------------------ |
| Beleuć 71′       | (0 – 1) Jegyzőkönyv | Lupeta 35' 64' 76' Mamadu 81' Oliveira 89' |

| Dunaújváros Nézőszám: 400 Játékvezető: Pintér Csaba (magyar) |

### Az E csoport végeredménye
| Csapat       | M | Gy | D | V | G+ | G– | Gk | P  |
| ------------ | - | -- | - | - | -- | -- | -- | -- |
| Paks         | 6 | 4  | 1 | 1 | 16 | 7  | +9 | 13 |
| Videoton     | 6 | 3  | 1 | 2 | 15 | 9  | +6 | 10 |
| Kozármisleny | 6 | 2  | 1 | 3 | 7  | 13 | –6 | 7  |
| Dunaújváros  | 6 | 1  | 1 | 4 | 2  | 11 | –9 | 4  |

### Nyolcaddöntő
| Első mérkőzés 2014. február 26. 16:00 |

| Videoton                                   | 3 – 0               | Kaposvári Rákóczi               |
| ------------------------------------------ | ------------------- | ------------------------------- |
| Zé Luís 23' Nildo Petrolina 69' Lupeta 88' | (1 – 0) Jegyzőkönyv | Ella 20' Földes 79' Horváth 82' |

| Sóstói Stadion, Székesfehérvár Nézőszám: 1 300 Játékvezető: Pintér Csaba (magyar) |

| Visszavágó 2014. március 4. 13:30 |

| Kaposvári Rákóczi                              | 1 – 1               | Videoton              |
| ---------------------------------------------- | ------------------- | --------------------- |
| Murai S 50' Hadaró 14' Firțulescu 59' Addo 74' | (0 – 0) Jegyzőkönyv | Zé Luís 81' Hudák 41' |

| Rákóczi Stadion, Kaposvár Nézőszám: 250 Játékvezető: Kiss Norbert (magyar) |

### Negyeddöntő
| Első mérkőzés 2014. március 18. 17:30 |

| Pécsi MFC | 1 – 1               | Videoton               |
| --------- | ------------------- | ---------------------- |
| Perić 34' | (1 – 0) Jegyzőkönyv | Nikolics 61' Hudák 67' |

| PMFC Stadion, Pécs Nézőszám: 400 Játékvezető: Iványi Zoltán (magyar) |

| Visszavágó 2014. április 2. 17:30 |

| Videoton                                                        | 3 - 0               | Pécsi MFC  |
| --------------------------------------------------------------- | ------------------- | ---------- |
| Juhász 21' Haraszti 71' 66' Zé Luis 84' Mamadu 51' Brachi 90+1' | (1 - 0) Jegyzőkönyv | Városi 51' |

| Sóstói Stadion, Székesfehérvár Nézőszám: 885 Játékvezető: Farkas Ádám (magyar) |

### Elődöntő
| Első mérkőzés 2014. április 22. 18:00 |

| Debreceni VSC                                             | 1 – 5               | Videoton                                                       |
| --------------------------------------------------------- | ------------------- | -------------------------------------------------------------- |
| Ludánszki 67' Dombi 21' Verpecz 41' Volaš 59' Morozov 86' | (0 – 3) Jegyzőkönyv | Nildo 6' 74' Álvarez 9' Brachi 41' (11-esből) 57' Oliveira 82' |

| Oláh Gábor utca, Debrecen Nézőszám: 2 000 Játékvezető: Farkas Ádám (magyar) |

| Visszavágó 2014. április 29. 17:30 |

| Videoton               | 1 – 0               | Debreceni VSC          |
| ---------------------- | ------------------- | ---------------------- |
| Gyurcsó 38' Mamadu 57' | (1 – 0) Jegyzőkönyv | Damahou 22' Kovács 64' |

| Sóstói Stadion, Székesfehérvár Nézőszám: 1 500 Játékvezető: Szabó Zsolt (magyar) |

Továbbjutott a Videoton FC, 6–1-es összesítéssel.

### Döntő
| 2014. május 13. 18:00 |

| Diósgyőr                                 | 2 – 1                         | Videoton                                                     |
| ---------------------------------------- | ----------------------------- | ------------------------------------------------------------ |
| Kostić 9' Futács 12' Husić 83' Radoš 86' | (2 – 0) Jegyzőkönyv Részletek | Juhász 69' 90+2' Nikolics N. 24' Vítor Gomes 63' Zé Luis 90' |

| DVTK-stadion, Miskolc Nézőszám: 6 000 Játékvezető: Andó-Szabó Sándor (magyar) |

## Európa-liga
1. selejtezőkör
| 2013. július 4. 20:30 |

| Videoton                             | 2 – 1               | Mladost Podgorica                                           |
| ------------------------------------ | ------------------- | ----------------------------------------------------------- |
| Vinícius 35' Gyurcsó 41' Álvarez 52' | (2 – 1) Jegyzőkönyv | Marković 3' (11-esből) Kaljević 54' Savićević 55' Tomić 87' |

| Sóstói Stadion, Székesfehérvár Nézőszám: 8 000 Játékvezető: Andreas Ekberg (svéd) |

| 2013. július 11. 17:30 |

| Mladost Podgorica                           | 1 – 0               | Videoton                           |
| ------------------------------------------- | ------------------- | ---------------------------------- |
| Knežević 90+2' (11-esből) Marković 75′, 82′ | (0 – 0) Jegyzőkönyv | Szolnoki 44' Gomes 55' Caneira 82' |

| Podgorica City Stadium, Podgorica Nézőszám: 1 200 Játékvezető: Jérôme Efong Nzolo (belga) |

## Felkészülési mérkőzések

### Nyári felkészülési mérkőzések
| 2013. június 22. 18:00 |

| SK Jenbach | 0 – 6               | Videoton                                               |
| ---------- | ------------------- | ------------------------------------------------------ |
|            | (0 – 2) Jegyzőkönyv | Lupeta 3' 43' Nikolics 49' 87' Álvarez 69' Gyurcsó 80' |

| Jenbach Stadion, Jenbach, Ausztria |

| 2013. június 25. 20:00 |

| Steaua București | 0 – 1               | Videoton    |
| ---------------- | ------------------- | ----------- |
|                  | (0 – 0) Jegyzőkönyv | Caneira 62' |

| Jenbach Stadion, Jenbach, Ausztria |

| 2013. június 28. 15:23 |

| Karlsruher SC    | 1 – 0               | Videoton |
| ---------------- | ------------------- | -------- |
| Schwertfeger 69' | (0 – 0) Jegyzőkönyv |          |

| Stadion Walchsee, Walchsee, Ausztria |

| 2013. július 20. 16:30 |

| Videoton                                         | 4 – 0               | Dunaújváros PASE |
| ------------------------------------------------ | ------------------- | ---------------- |
| Zsótér 37' Torghelle 44' Nikolics 86' Kovács 90' | (2 – 0) Jegyzőkönyv |                  |

| Sóstói Stadion, Székesfehérvár Nézőszám: 800 Játékvezető: Rózsa Tamás (magyar) |

| 2013. július 24. |

| Videoton                                              | 6 – 1               | Vasas    |
| ----------------------------------------------------- | ------------------- | -------- |
| Nikolics 11' 22' Zé Luís 56' 68' Hudák 80' Juhász 86' | (2 – 0) Jegyzőkönyv | Ádám 58' |

| Városi Sporttelep, Felcsút Nézőszám: 200 Játékvezető: Závodka (magyar) |

### Téli felkészülési mérkőzések
| 2014. január 19. |

| Videoton                 | 2 – 2               | HNK Rijeka                     |
| ------------------------ | ------------------- | ------------------------------ |
| Nikolics 3' Oliveira 43' | (1 – 1) Jegyzőkönyv | Benko 35' Vinícius 56' (öngól) |

| Benahavís, Spanyolország Nézőszám: 50 |

| 2014. január 22. |

| Videoton     | 1 – 1               | Lokomotiv Plovdiv |
| ------------ | ------------------- | ----------------- |
| Nikolics 56' | (0 – 0) Jegyzőkönyv | Belaïd 49'        |

| Marbella, Spanyolország Nézőszám: 100 |

| 2014. január 25. |

| Videoton | 0 – 4               | Dnyipro Dnyipropetrovszk                                  |
| -------- | ------------------- | --------------------------------------------------------- |
|          | (0 – 4) Jegyzőkönyv | Seleznyov 1' Konopljanka 2' Giuliano 35' Cheberyachko 38' |

| Marbella, Spanyolország Nézőszám: 100 |

| 2014. január 28. |

| Videoton                       | 3 – 3               | Oțelul Galați                                     |
| ------------------------------ | ------------------- | ------------------------------------------------- |
| Nikolics 80' 83' Álvarez 90+3' | (0 – 0) Jegyzőkönyv | Băjenaru 52' Sârghi 76' Marquinhos 87' (11-esből) |

| Spanyolország |

| 2014. február 9. |

| Videoton | 0 – 0               | Gyinamo Moszkva |
| -------- | ------------------- | --------------- |
|          | (0 – 0) Jegyzőkönyv |                 |

| Marbella, Spanyolország |

| 2014. február 12. |

| Videoton                                                   | 5 – 1               | Guangzhou Evergrande |
| ---------------------------------------------------------- | ------------------- | -------------------- |
| Vinícius 21' Nikolics 46' Papp 73' Álvarez 80' Zé Luís 82' | (1 – 0) Jegyzőkönyv | Muriqui 89'          |

| Spanyolország |

| 2014. február 17. |

| Videoton     | 1 – 2               | CSZKA Moszkva        |
| ------------ | ------------------- | -------------------- |
| Nikolics 40' | (1 – 1) Jegyzőkönyv | Doumbia 33' Musa 75' |

| Marbella, Spanyolország |